# Cryptopone guatemalensis
Cryptopone guatemalensis é uma espécie de formiga do gênero Cryptopone, pertencente à subfamília Ponerinae.